# 翰林府
翰林府，位于中国广东省揭阳市揭阳试验区京南村，为揭阳市的一个市、县级文物保护单位，类型为古建筑，公布时间为1996年。
翰林府的历史年代为清代。